# 25519 Bartolomeo
25519 Bartolomeo è un asteroide della fascia principale. Scoperto nel 1999, presenta un'orbita caratterizzata da un semiasse maggiore pari a 2,4649955 UA e da un'eccentricità di 0,0958933, inclinata di 2,63603° rispetto all'eclittica.